# Brandkardinal
Brandkardinal (Piranga ludoviciana) är en huvudsakligen nordamerikansk fågel i familjen kardinaler inom ordningen tättingar. Den häckar i västra Kanada och västra USA. Vintertid flyttar den till Centralamerika.

## Kännetecken

### Utseende
Brandkardinalen är en 17–18 cm lång tätting med hos hanen karakteristisk och praktfull fjäderdräkt: gul med rött huvud och svart på stjärt och rygg. Även vingarna är mestadels svarta, med ett tydligt vitt vingband och gula skapularer. Honan kan förväxlas med hona scharlakanskardinal, men har sotgrå rygg kontrasterande med gulaktigt på huvud och övergump. Vidare har den tydliga dubbla vingband och vitaktig buk.

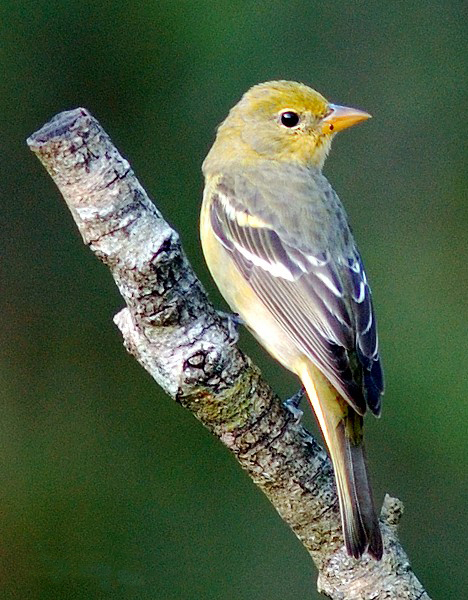
Hona.

### Läten
Sången består av en rätt snabb, ihållande serie med fem hest trastlika fraser. Lätet är ett mjukt stigande "prididit". 

## Utbredning och systematik
Brandkardinalen häckar västra Nordamerika, från södra Alaska och västra Kanada (British Columbia, södra Mackenzie, norra Alberta och Ssldra Saskatchewan) söderut till västra USA (österut till Wyoming och centrala Colorado) och nordvästligaste Mexiko. Vintertid flyttar några enstaka till södra Kalifornien men den stora merparten till Centralamerika från västra Mexiko söderut lokalt till Costa Rica och sällsynt även Panama. Tillfälligt har den påträffats i Västindien i Dominikanska republiken samt på öarna Bonaire, Curaçao och Sint Maarten. Den behandlas som monotypisk, det vill säga att den inte delas in i några underarter.

### Familjetillhörighet
Släktet Piranga placerades tidigare i familjen tangaror (Thraupidae). DNA-studier har dock visat att de egentligen är tunnäbbade kardinaler, nära släkt med typarten för familjen röd kardinal.

## Levnadssätt
Västlig tangara är vanlig i både barr- och lövskogsområden, där den ofta håller sig högt uppe i träden. Födan består av insekter och deras larver som den plockar från lövverket. Fågeln häckar mellan maj och juli.

## Status och hot
Arten har ett stort utbredningsområde och en stor population, och tros öka i antal. Utifrån dessa kriterier kategoriserar internationella naturvårdsunionen IUCN arten som livskraftig (LC).